# Chamaetylas
Chamaetylas es un género de aves paseriformes perteneciente a la familia Muscicapidae. Sus cuatro miembros son pájaros nativos de África y hasta 2010 se clasificaban en el género Alethe.

## Especies
El género contiene las siguientes cuatro especies:
- Chamaetylas poliophrys (Sharpe, 1902) — alete gorgirrojo;
- Chamaetylas poliocephala (Bonaparte, 1850) — alete pechipardo;
- Chamaetylas fuelleborni (Reichenow, 1900) — alete pechiblanco;
- Chamaetylas choloensis (Sclater, WL, 1927) — alete de Cholo.